# Ostedes
Ostedes är ett släkte av skalbaggar. Ostedes ingår i familjen långhorningar.

## Dottertaxa tillOstedes, i alfabetisk ordning[1]
- Ostedes albomarmorata
- Ostedes albosparsa
- Ostedes andamanica
- Ostedes assamana
- Ostedes bidentata
- Ostedes binodosa
- Ostedes borneana
- Ostedes brunneovariegata
- Ostedes coomani
- Ostedes dentata
- Ostedes discovitticollis
- Ostedes enganensis
- Ostedes griseoapicalis
- Ostedes griseoapicaloides
- Ostedes harmandi
- Ostedes inermis
- Ostedes kadleci
- Ostedes laosensis
- Ostedes laterifusca
- Ostedes macrophthalma
- Ostedes ochreomarmorata
- Ostedes ochreopictus
- Ostedes ochreosparsus
- Ostedes pauperata
- Ostedes perakensis
- Ostedes rufipennis
- Ostedes sikkimensis
- Ostedes slocumi
- Ostedes spinipennis
- Ostedes subfasciata
- Ostedes subochreosparsus
- Ostedes subrufipennis
- Ostedes sumatrana
- Ostedes tonkinea
- Ostedes tuberculata
- Ostedes variegata